# Iglóiné Eleőd Anikó
Iglóiné Eleőd Anikó (Körmöcbánya, 1908. november 11. – Bregenz, 2003. április 12.) magyar alpesisíző, sokszoros síbajnoknő.

## Eredmények
1930–1948 között 19 egyéni bajnoki címet nyert. Versenyzőként részt vett 1948. évi téli olimpiai játékokon, ahol 22. helyezést ért el műlesiklásban és 36. helyezést lesiklásban.

## Élete
Pályafutásában meghatározó szerepet töltött be a Svájcban való síző iskolai tanulmányútja. Az 1930-as években kötött házasságot Iglói (Iglauer) László Pállal, aki a húszas, harmincas években a magyar alpesísízés meghatározó alakja, illetve 1929-től gyártulajdonos.
Az 1948-as évben a magyar sport szakszövetségek önállósága megszűnt, és a teljes sportélet állami irányítás alá került. Bár a Síszövetségben viszonylag gördülékenyen történt az átállás, az átszervezések során jól működő sportklubok szűntek meg. A helyükre a fegyveres testületekben illetve gyárakban, üzemekben létesültek síszakosztályok.  Jellemző volt erre az időszakra, hogy magyar sportolók tömegei jelentek meg a nyugati országokban, akik vagy sportpályafutásuk folyamán maradtak külföldön, vagy pedig az erősödő kommunizmus elől menekültek.
Iglói Anikó férjével együtt az 1948-as olimpia után elhagyta az országot, s Dél-Amerikába költöztek. Később a sportolónő visszatért Európába és végül Ausztriában telepedett le.

## Nevezetesség
Névadója az erdélyi Borsafüreden megépült Anikó síháznak (menedékház), melyet 1942. november 23-án a sportolónő jelenlétében avattak fel az 1941-ben létrehozott Magyar Nemzeti Téli Sportközpont részeként. 
A települést egy olimpiai síközpont létesítésének helyszíneként jelölték ki, ahol a magyar lesíklóválogatott 1941-1943 között gyakorolt. A Nemzeti Sport 1942. január 4-i lapszáma a következőképpen említi: „A pálya a legszebbek egyike, mondjuk talán a legszebb, amit eddig láttam.” 
A magyar válogatott edzője, Heiss Herbert így nyilatkozott a korabeli célkitűzésekről:
Biztos vagyok benne, ismerve a magyar sportélet sportszerető és hozzáértő vezetőit, hogy Borsafüreden világkupákat, világbajnokságot, de talán még egy olimpiai versenyt is meg fogunk érni.
Az Anikó menedékház sajnos az 1944-es frontátvonuláskor teljesen elpusztult.
Az évek folyamán a környező menedékházakat is fokozatosan elbontották, és szállodák épültek a helyükre. Az 1941-ben épült olimpiai lesíklópálya viszont napjainkban is az Olympia nevet viseli.

## Külső hivatkozások
- cca 1930-50 - Eleőd (Eleöd) Anikó (1908-2007) és Iglói László Pál síbajnok pár fotói, levelei, képeslapjai, igazolványai...
- Anikó Iglói - Biographical information